# Растовка (Московская область)
Растовка — деревня в Чеховском районе Московской области, в составе муниципального образования сельское поселение Стремиловское (до 28 февраля 2005 года входила в состав Стремиловского сельского округа), деревня связана автобусным сообщением с райцентром и соседними населёнными пунктами.

## Население
| 2002 | 2006 | 2010 |
| ---- | ---- | ---- |
| 14   | ↗18  | ↘15  |

## География
Растовка расположена примерно в 21 км на юго-запад от Чехова, на безымянном левом притоке реки Стыдинка (левый приток реки Нара), высота центра деревни над уровнем моря — 169 м. На 2016 год в Растовке зарегистрированы 6 садовых товариществ.